# یانگژو ۳۷۲۹
سیارک ۳۷۲۹ (به انگلیسی: 3729 Yangzhou، نامگذاری:1983VP7) سه هزار و هفتصد و بیست و نهمین سیارک کشف شده‌است که در ۱ نوامبر ۱۹۸۳ کشف شد.
قدر مطلق سیارک برابر ۱۲٫۱۰ است.